# Gare de Seodaejeon
La gare de Seodaejeonn (hangeul : 서대 역 ; hanja : 西 大田驛) est une gare ferroviaire de la ligne Honam. Elle est située à Daejeon en Corée du Sud.
Mise en service en 1914, elle est notamment desservie par les Korea Train Express et des trains locaux et de marchandises.

## Histoire
La gare est mise en service le 22 janvier 1914,

## Service des voyageurs

### Desserte

Installations et desserte
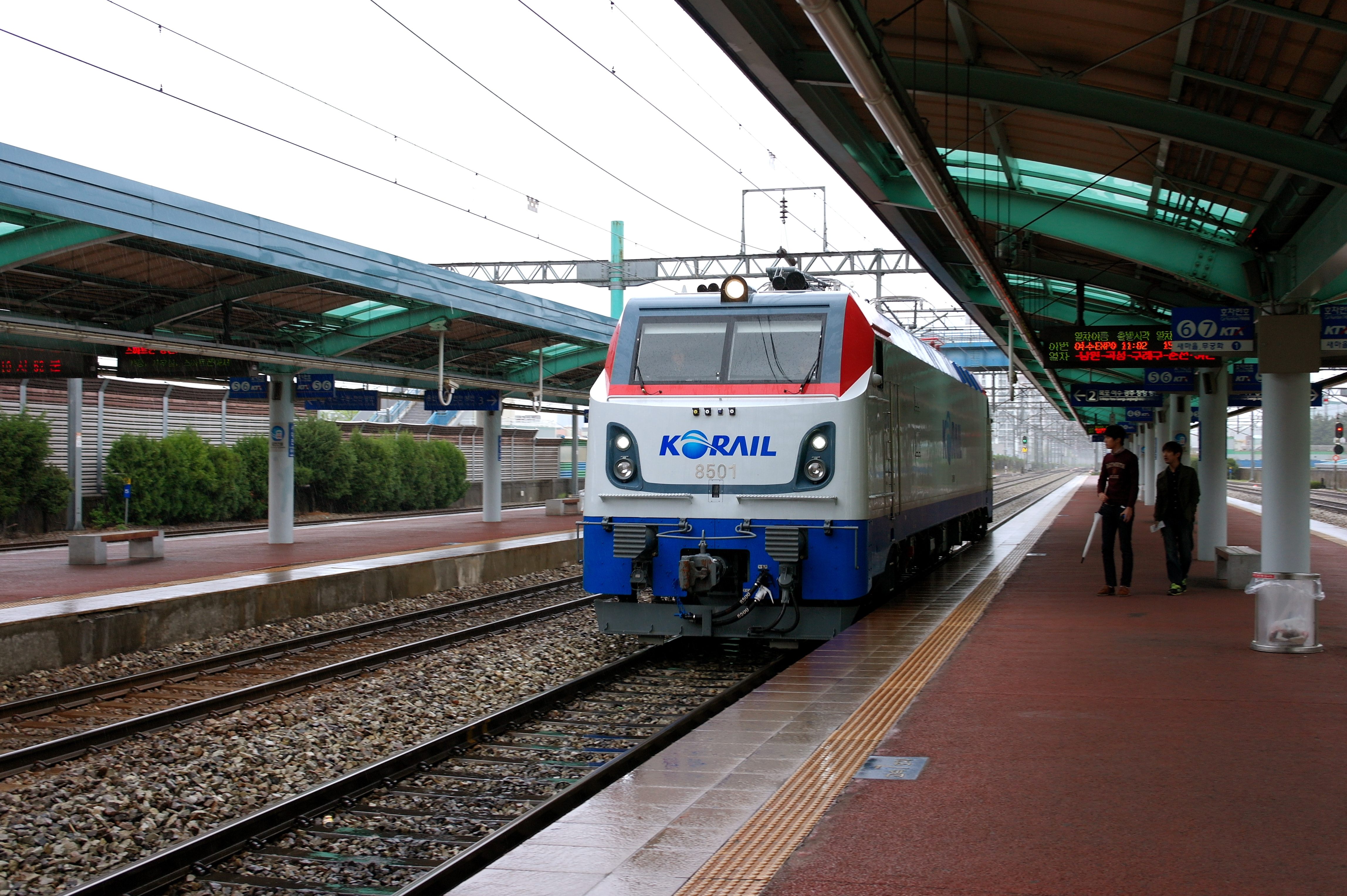
Korail 8500 (en), en 2012.
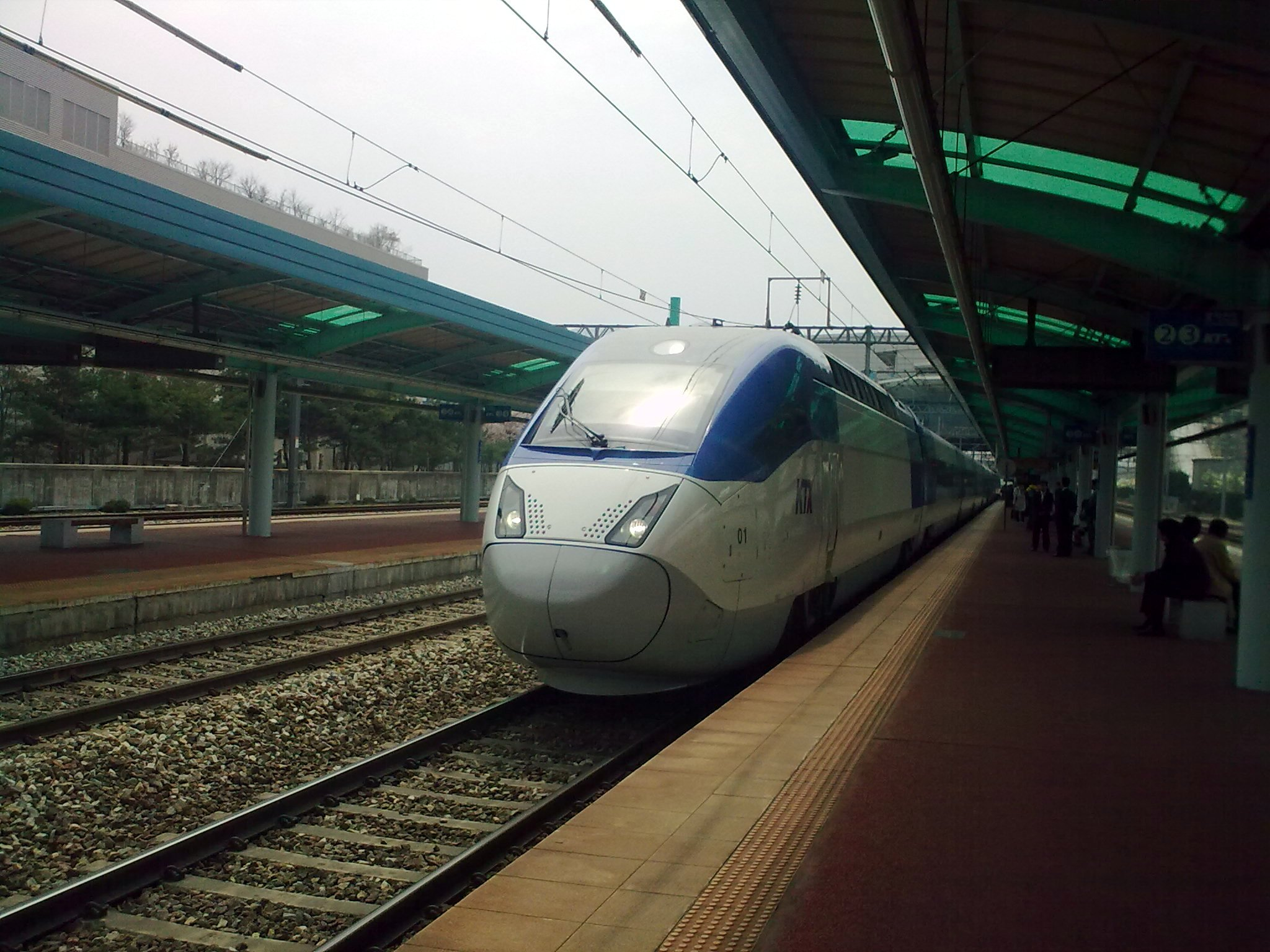
KTX, en 2012.
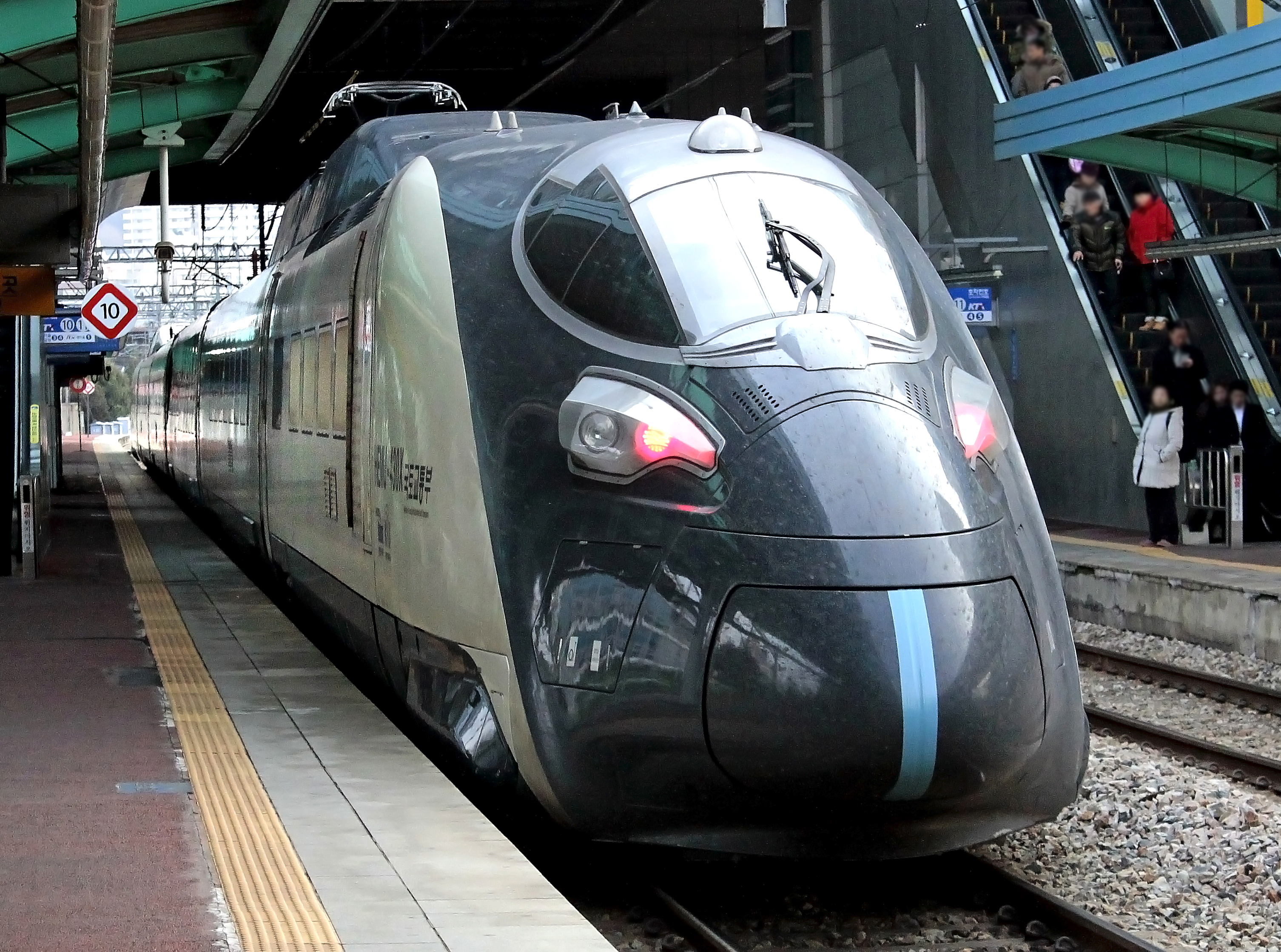
HEMU-430X (en), en 2014.